# Polje
För andra betydelser, se Polje (olika betydelser).

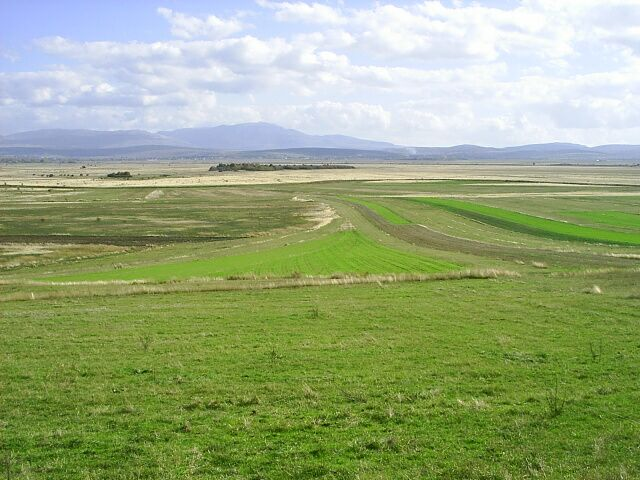
Livanjsko Polje i Bosnien är den största poljen i världen (Mount Dinara syns i bakgrunden).

Polje är ett sänkningsfält i jordytan, bildat genom att en underjordisk hålighet i ett karstlandskap störtat in. Poljer bildar ofta slutna, ofta flera kilometer långa, kitteldalar, som är jordtäckta och odlingsbara.
Namnet kommer från serbokroatiska som nästan betyder fält.